# Équipe d'Angleterre de rugby à XV au Tournoi des Cinq Nations 1995
L'équipe d'Angleterre a terminé première du Tournoi des cinq nations 1995 en réalisant un Grand Chelem, soit quatre victoires pour quatre matchs disputés. 
18 joueurs ont contribué à ce succès. 

## Première Ligne
- Jason Leonard (4 matchs, 4 comme titulaire)
- Brian Moore (4 matchs, 4 comme titulaire)
- Graham Rowntree (1 match, 0 comme titulaire)
- Victor Ubogu (4 matchs, 4 comme titulaire)

## Deuxième Ligne
- Martin Bayfield (4 matchs, 4 comme titulaire)
- Martin Johnson (4 matchs, 4 comme titulaire)

## Troisième Ligne
- Ben Clarke (4 matchs, 4 comme titulaire)
- Steve Ojomoh (1 match, 0 comme titulaire)
- Dean Richards (4 matchs, 4 comme titulaire)
- Tim Rodber (4 matchs, 4 comme titulaire)

## Demi de mêlée
- Kyran Bracken (4 matchs, 4 comme titulaire)
- Dewi Morris (1 match, 0 comme titulaire)

## Demi d’ouverture
- Rob Andrew (4 matchs, 4 comme titulaire)

## Trois quart centre
- Will Carling (4 matchs, 4 comme titulaire)
- Jeremy Guscott (4 matchs, 4 comme titulaire)

## Trois quart aile
- Rory Underwood (4 matchs, 4 comme titulaire)
- Tony Underwood (4 matchs, 4 comme titulaire)

## Arrière
- Mike Catt (4 matchs, 4 comme titulaire)

## Résultats des matchs
- Première journée : 
  - Irlande 8-20 Angleterre

- Deuxième journée : 
  - Angleterre 31-10 France

- Troisième journée : 
  - Galles 9-23 Angleterre

- Cinquième journée : 
  - Angleterre 24-12 Écosse

## Meilleur réalisateur
- Rob Andrew 53 points

## Meilleur marqueur d'essais
- Tony Underwood 3 essais
- Rory Underwood 2 essais